# Tiếp tâm
Tiếp tâm (zh. 接心, ja. sesshin), là dụng ngữ Thiền tông, mang nghĩa "thâu nhiếp tâm". Tiếp tâm chỉ một khoảng thời gian tu tập thiền định cao độ thường được tổ chức trong các Thiền viện tại Nhật.
Trong những ngày thường thì ngoài vài giờ Toạ thiền, các vị tăng còn phải làm việc, thi hành bản phận của mỗi người. Nhưng đặc biệt trong giai đoạn Tiếp tâm—được xem là đỉnh cao của quá trình tu học—các vị tăng ni chỉ chú tâm đến một việc duy nhất là toạ thiền. Những chu kì toạ thiền dai dẳng chỉ được gián đoạn bằng vài giờ ngủ trong đêm, lúc tụng kinh và một thời gian nghỉ ngắn sau hai bữa ăn trưa và tối. Ngay trong những khoảng thời gian gián đoạn để nghỉ này thì sự chú tâm tuyệt đối vào chủ đề (Thoại đầu) mà vị Lão sư đã giao phó cho mỗi thiền sinh cũng không được xao lãng. Các buổi Độc tham (ja. dokusan) trong ngày cũng có nhiệm vụ giúp đỡ các thiền sinh bảo trì sự tập trung tuyệt đối vào Công án đang được quán.